# Ilfat Raziapow
Ilfat Sułtanowicz Raziapow (ros. Ильфат Султанович Разяпов, ur. 23 listopada 1975) − rosyjski amatorski bokser wagi muszej (do 51 kg), czterokrotny mistrz Rosji, wicemistrz świata (1997) i Europy (1998).

## Sportowa kariera
Boks zaczął trenować w 1988 roku, gdy trafił do szkoły sportowej w Kopiejsku. W 1993 roku został w Grecji młodzieżowym wicemistrzem Europy. Jako senior cztery razy z rzędu był mistrzem Rosji w wadze muszej (1996-1999). W 1997 roku na mistrzostwach świata w Budapeszcie zdobył srebrny medal, przegrywając jedynie z Kubańczykiem Manuelem Mantillą. Rok później w Mińsku został również wicemistrzem Europy. W drodze do finału pokonał m.in. Wachtanga Darczinjana (6:2), ale w walce o złoty medal uległ na punkty Wołodymyrowi Sydorence (0:5).
W 2000 roku reprezentował Rosję na igrzyskach olimpijskich w Sydney. Został wyeliminowany z turnieju wagi muszej w 1/8 finału przez Darczinjana (11:20).
Po igrzyskach zakończył bokserską karierę. Podjął pracę naukową na Państwowym Uniwersytecie Kultury Fizycznej w Czelabińsku. Pełni także funkcję dyrektora wykonawczego Federacji Boksu Olimpijskiego Obwodu Czelabińskiego.